# Left of the Middle
Left of the Middle es el primer álbum de estudio de la cantante australiana Natalie Imbruglia. Fue lanzado por RCA Records el 24 de noviembre de 1997 en el Reino Unido, seguido a contunación por la mayoría de los territorios internacionales a principios de 1998.  La cantante escribió y grabó el álbum principalmente en el Reino Unido; trabajó con varios productores ingleses, incluidos Phil Thornalley, Andy Wright y Nigel Godrich, y en la etapa final de la producción del álbum, viajó a Nashville, Estados Unidos y coescribió una canción con el compositor estadounidense Matt Bronleewe. 
Left of the Middle es un álbum de pop alternativo que incorpora elementos de sonido electrónico. El sencillo principal Torn (1997) fue un éxito comercial mundial y desde entonces ha sido nombrado como una de las mejores canciones de la década de 1990 por varias publicaciones, como Rolling Stone o Pitchfork.
En términos comerciales, Left of the Middle encabezó la lista de álbumes musicales en Australia, además de posicionarse dentro del top cinco en el Reino Unido, entre los diez primeros en los Estados Unidos, y se vendieron más de siete millones de copias en todo el mundo. El álbum ganó el premio al mejor álbum debut australiano y al mejor lanzamiento pop en el 12º premio de música ARIA en 1998 y fue nominado al mejor álbum de pop vocal en los 41.ª edición de los Premios Grammy en 1999. A finales de 2022, Imbruglia realizó una gira por el Reino Unido para celebrar el 25º aniversario del álbum.

## Antecedentes, composición y producción
Cuando la cantante firmó un contrato discográfico con BMG/RCA, dicha compañía estaba buscando una artista femenina alternativa, como Sheryl Crow en A&M Records o Alanis Morissette en Warner Bros. Fueron las maquetas grabadas con Phil Thornalley las que cautivaron a Anne Barret, quien más tarde se convertiría en su representante. Barret presentó estas grabaciones a Jeremy Marsh, ejecutivo de BMG, lo que resultó crucial para que la cantante consiguiera un contrato con RCA Records. Imbruglia coescribió todas las canciones del álbum, excepto Torn y Don't You Think. Ella admitió que se sentía muy insegura cuando estaba haciendo Left of the Middle, y explicó que antes de las sesiones de grabación, solía sobreprepararse buscando inspiración de manera obsesiva en poesía.
Pigeons and Crumbs, escrita por Mark Goldenberg e Imbruglia, explora las luchas de una persona en sus veintitantos viviendo en una gran ciudad o una comunidad grande. City, escrita por Imbruglia y Thornalley, se refiere a falsos amigos que desaparecen cuando llegan las dificultades. Además de escribir y grabar en el Reino Unido, Imbruglia viajó a Nashville, donde colaboró con Matt Bronleewe y escribió Smoke, que narra la historia de un niño cuyas necesidades no están siendo atendidas por sus padres.
Nigel Godrich, colaborador frecuente de Radiohead, fue el encargado de mezclar cinco canciones del álbum, y Phil Thornalle produjo siete canciones.

## Recepción

### Comercial
En el Reino Unido, Left of the Middle debutó el 6 de diciembre de 1997, alcanzando su punto más alto en el puesto número cinco, permaneciendo 15 semanas en el Top 10 y un total de 101 semanas no consecutivas en el Top 100 hasta el 27 de enero de 2001. El álbum vendió finalmente 1.2 millones de copias en el Reino Unido y fue certificado triple platino por BPI.
En los Estados Unidos, el álbum fue lanzado una semana después de la actuación de Imbruglia en Saturday Night Live, y debutó en el número diez en la lista Billboard 200 el 28 de marzo de 1998. El álbum pasó 52 semanas consecutivas en la lista, vendió más de dos millones de copias, y fue certificado doble platino por la RIAA.
Left of the Middle ha vendido más de siete millones de copias en todo el mundo.

### Crítica
Greg Prato, de AllMusic, dio al álbum una reseña positiva, afirmando que parte del material sería considerado como música pop superficial por ciertos oyentes, pero que los fans de artistas femeninas populares como Paula Cole, Sheryl Crow y Meredith Brooks encontrarían el debut de Imbruglia muy agradable, y elogió la disposición de Imbruglia para experimentar con sonidos electrónicos.Sara Scribner, de Los Angeles Times, le dio al álbum 3 de 4 estrellas, diciendo que era un buen disco pop para una ruptura sentimental, y que Imbruglia disipa las dudas con una voz aterciopelada y creíble.
Sin embargo, Rob Sheffield de Rolling Stone dio al álbum una reseña negativa, con 2 de 5 estrellas, diciendo que en su álbum, "demasiados cocineros arruinan el caldo", y que se habían añadido guitarras de rock y ritmos industriales que no tienen nada que ver con los encantos de la cantante.Mark Bautz de Entertainment Weekly también dio una reseña negativa al álbum, destacando la falta de originalidad, la producción anticuada y su similitud sonora con Rickie Lee y Alanis Morissette.

## Sencillos
- Torn fue lanzado el 27 de octubre de 1997 en el Reino Unido como el sencillo principal del álbum. Debutó y alcanzó el puesto número dos en la lista de sencillos del Reino Unido, y finalmente vendió más de un millón de copias solo en el país. Torn también alcanzó el puesto número dos en la lista de sencillos ARIA. Tras el éxito comercial en el mercado internacional, Torn debutó en la lista Billboard Radio Songs Chart de los Estados Unidos el 14 de febrero de 1998 y finalmente alcanzó el número uno el 16 de mayo de 1998. La canción se mantuvo en el número uno durante 11 semanas consecutivas, y también encabezó la lista Billboard Adult Top 40 durante 14 semanas consecutivas.[17][18]
- Big Mistake fue lanzado el 8 de marzo de 1998 en el Reino Unido, debutando en el puesto número dos en la lista UK Single Chart y en el número seis en la lista de sencillos ARIA.[19]
- Wishing I Was There fue lanzado el 31 de mayo de 1998 como el tercer sencillo del álbum en el Reino Unido. Alcanzó el puesto número 19 en la lista de sencillos del Reino Unido y el número 24 en la lista de sencillos ARIA. La canción fue promocionada en los Estados Unidos como el segundo sencillo con el lanzamiento de la versión estadounidense del video musical. La canción alcanzó el puesto número 25 en la lista Billboard Radio Songs Chart el 26 de septiembre de 1998 y el número 13 en la lista Billboard Adult Top 40 el 19 de septiembre de 1998.[17][18]
- Smoke fue lanzado el 5 de octubre de 1998 en el Reino Unido como el cuarto y último sencillo del álbum, la canción alcanzó el puesto número cinco en la lista UK Single Chart y el número 42 en la lista ARIA.[20]

## Lista de canciones
| N.º   | Título                | Escritor(es)                                      | Duración |  |
| 1.    | «Torn»                | Scott Cutler, Anne Preven, Phil Thornalley        | 4:04     |  |
| 2.    | «One More Addiction»  | Natalie Imbruglia, Dave Munday, Thornalley        | 3:30     |  |
| 3.    | «Big Mistake»         | Natalie Imbruglia, Mark Goldenberg                | 4:35     |  |
| 4.    | «Leave Me Alone»      | Natalie Imbruglia, Andy Wright                    | 4:21     |  |
| 5.    | «Wishing I Was There» | Natalie Imbruglia, Colin Campsie, Phil Thornalley | 3:52     |  |
| 6.    | «Smoke»               | Natalie Imbruglia, Matt Bronleewe                 | 4:37     |  |
| 7.    | «Pigeons and Crumbs»  | Natalie Imbruglia, Mark Goldenberg                | 5:21     |  |
| 8.    | «Don't You Think?»    | Natalie Imbruglia, Phil Thornalley                | 3:55     |  |
| 9.    | «Impressed»           | Natalie Imbruglia, Rick Palombi, Nick Trevisik    | 4:47     |  |
| 10.   | «Intuition»           | Natalie Imbruglia, Dave Munday, Phil Thornalley   | 3:22     |  |
| 11.   | «City»                | Natalie Imbruglia, Phil Thornalley                | 4:34     |  |
| 12.   | «Left of the Middle»  | Natalie Imbruglia, Steve Booker                   | 3:46     |  |
| 50:03 |                       |                                                   |          |  |

## Certificaciones
| País           | Certificaciones | Ventas    |
| -------------- | --------------- | --------- |
| Australia      | 4x Platino      | 280,000   |
| Bélgica        | Platino         | 50,000    |
| Canadá         | 3x Platino      | 300,000   |
| España         | Platino         | 100,000   |
| Estados Unidos | 2x Platino      | 2,000,000 |
| Francia        | Oro             | 100,000   |
| Japón          | Platino         | 200,000   |
| México         | Oro             | 100,000   |
| Nueva Zelanda  | Oro             | 50,000    |
| Países Bajos   | Oro             | 50,000    |
| Reino Unido    | 3x Platino      | 1,200,000 |
| Suecia         | Oro             | 40,000    |
| Suiza          | Platino         | 50,000    |